# Masyw Gogołów-Jordanów
Masyw serpentynitowy Gogołów-Jordanów – jednostka geologiczna w środkowej części bloku przedsudeckiego.
Od północnego zachodu graniczy z masywem Strzegom-Sobótka, od północy z masywem gabrowym Ślęży, od wschodu ze strefą Niemczy i od południa z blokiem sowiogórskim.
Masyw zbudowany jest ze skał metamorficznych − różnych odmian serpentynitów.
Pod względem geograficznym położony jest na Przedgórzu Sudeckim, na południe od góry Ślęży, tworzy południową część Masywu Ślęży − Wzgórza Kiełczyńskie, masyw Raduni i Wzgórza Oleszeńskie.
Powstał, wraz z masywem Szklar, Grochowej i Braszowic, w wyniku przeobrażenia intruzji (z łac. intrusus = wepchnięty) magmowych w rodzaju perydotytów i dunitów pod wpływem roztworów hydrotermalnych. Największym z nich jest masyw Ślęży zajmujący powierzchnię około 82 km². Masywy Grochowej i Szklar mają łącznie powierzchnię około 16 km². Panujący w trzeciorzędzie gorący klimat miał wpływ na intensywne wietrzenie chemiczne serpentynitów co miało doprowadziło do powstanie w tym rejonie złóż rud niklu i magnezytu.